# جون يونغ (سياسي)
جون يونغ هو سياسي كندي، ولد في 11 مارس 1811 في آير في المملكة المتحدة، وتوفي في 12 أبريل 1878 في مونتريال في كندا. حزبياً، نشط في الحزب الليبرالي الكندي. وقد انتخب عضو مجلس العموم الكندي.